# مکان‌سازی

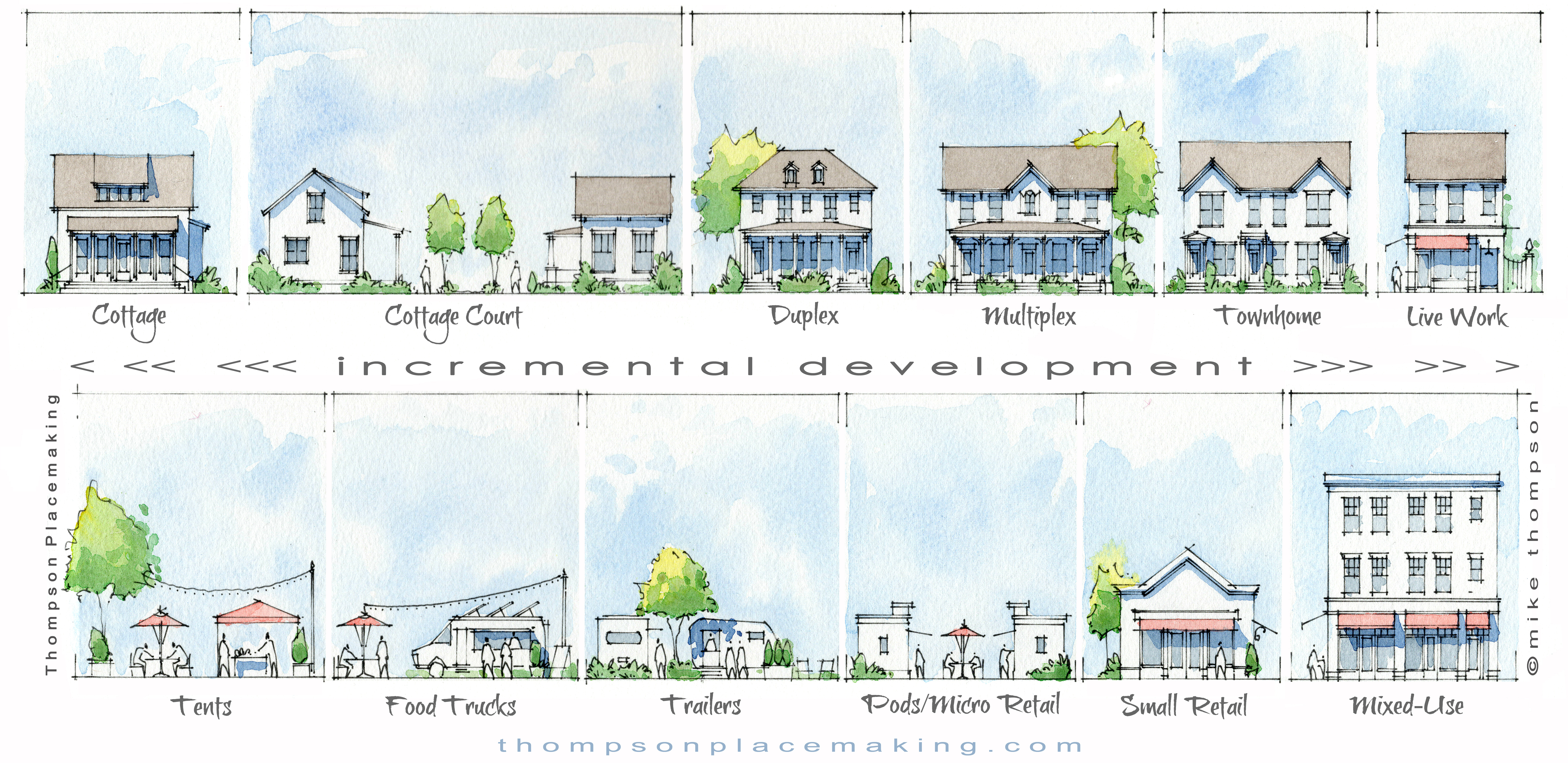
نموداری که ارائه یک هنرمند از نمونه‌های مختلف مکان‌سازی را نشان می‌دهد که معماران و برنامه‌ریزان برای بهبود پیاده‌روی استفاده می‌کنند.

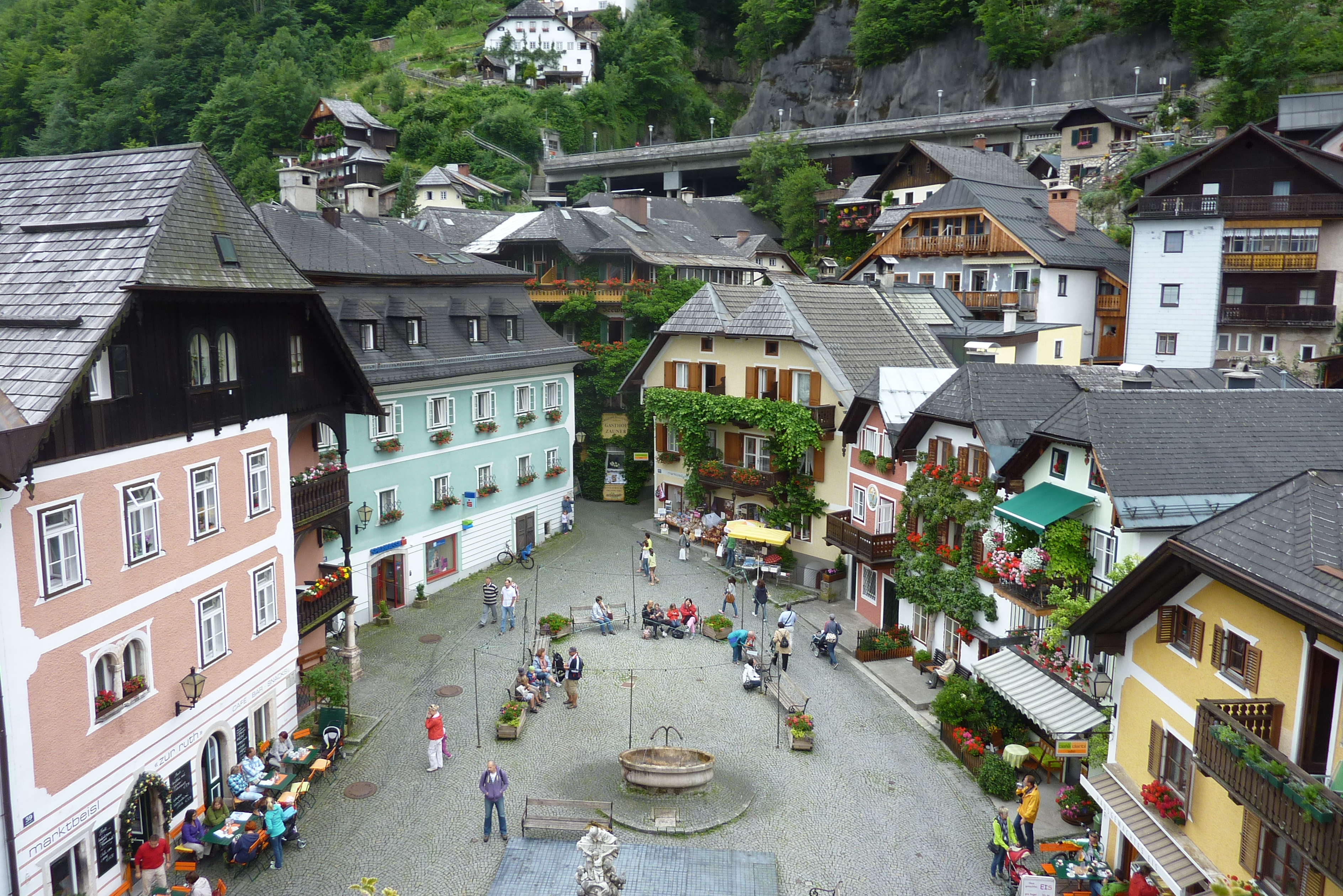
میدانی در هالشتات اتریش با قلمرو عمومی فعال

مکان‌سازی (به انگلیسی: Placemaking) یک رویکرد چندوجهی برای برنامه‌ریزی، طراحی و مدیریت فضاهای عمومی است. مکان‌سازی از دارایی‌ها، الهام‌ها و پتانسیل یک جامعه محلی با هدف ایجاد فضاهای عمومی که سرزندگی شهری را بهبود می‌بخشد و سلامت، شادی و رفاه مردم را ارتقا می‌دهد، سرمایه‌گذاری می‌کند. به دلیل ماهیت هویت مکان، سیاسی است. مکان‌سازی هم یک فرایند و هم یک فلسفه است که از اصول طراحی شهری استفاده می‌کند. این می‌تواند یا رسمی و تحت رهبری دولت باشد، یا شهرسازی تاکتیکی مردمی بر پایهٔ جامعه، مانند گسترش پیاده‌روها با گچ، رنگ و کاشت، یا رویدادهای خیابان‌های بازمانند بوگوتا، سیکلویای کلمبیا. مکان‌سازی خوب از فضای کم استفاده برای بهبود تجربه شهری در مقیاس گذرگاه عابر پیاده برای ایجاد عادت مردم محلی استفاده می‌کند.
بر اساس پروژه فضاهای عمومی، مکان‌سازی موفق بر اساس یازده اصل اساسی است:
- جامعه بهتر می‌داند
- مکان‌ها، نه طرح‌ها
- مکان‌سازی یک تلاش گروهی است
- مشاهدات بسازید و بر اساس آنها عمل کنید
- نیاز به چشم‌انداز دارد
- نیاز به صبر دارد
- مثلثی کردن
- نایسای‌ها را نادیده بگیرید
- شکل کارکرد را پشتیبانی می‌کند
- پول نباید مشکل‌ساز باشد
- مکان‌سازی یک فرایند مداوم است
- اتصال راه‌های آبی و سبزراه‌ها از طریق مکان‌سازی